# Jablonec nad Nisou
Jablonec nad Nisou é uma cidade checa localizada na região de Liberec, distrito de Jablonec nad Nisou.